# Amojileca
Amojileca är en ort i Mexiko.   Den ligger i kommunen Chilpancingo de los Bravo och delstaten Guerrero, i den södra delen av landet, 210 km söder om huvudstaden Mexico City. Amojileca ligger 1 489 meter över havet och antalet invånare är 971.
Terrängen runt Amojileca är kuperad åt nordost, men åt sydväst är den bergig. Runt Amojileca är det ganska tätbefolkat, med 100 invånare per kvadratkilometer. Närmaste större samhälle är Chilpancingo de los Bravo, 7,0 km öster om Amojileca. I omgivningarna runt Amojileca växer huvudsakligen savannskog.